# Józef Kania (ekonomista)
Józef Kania  (ur. 1950) – doktor habilitowany nauk ekonomicznych. 

## Życiorys
W roku 1999/2000 pełnił funkcję visiting professor na Purdue University. Przewodniczył Małopolskiemu Stowarzyszeniu Doradztwa Rolniczego oraz zasiadał w zarządzie Stowarzyszenia Ekonomistów Rolnictwa i Agrobiznesu. Redagował kwartalnik „Wieś i Doradztwo”. Specjalizuje się w problematyce doradztwa rolniczego, w tym roli i zadań doradztwa w dostosowywaniu polskiego rolnictwa do integracji z Unią Europejską, kierunków rozwoju doradztwa w kraju i za granicą, analizy istniejących systemów doradztwa rolniczego na świecie, rodzajów doradztwa rolniczego w krajach UE, modeli powiązań nauki i doradztwa z praktyką rolniczą oraz analizy potrzeb doradczych i edukacyjnych rolników i mieszkańców wsi. 
Zatrudniony na stanowisku profesora w Uniwersytecie Rolniczym im. Hugona Kołłątaja w Krakowie i Państwowej Wyższej Szkole Zawodowej w Tarnowie, gdzie od 31 stycznia do 24 czerwca 2020 r. pełnił obowiązki rektora.
W 2015 został odznaczony przez Prezydenta RP Bronisława Komorowskiego Krzyżem Kawalerskim Orderu Odrodzenia Polski.